# Muscolo sternocleidomastoideo
Lo sternocleidomastoideo, a volte abbreviato SCM o SCOM, è un grosso muscolo bipennato, pari e simmetrico, situato nella regione anterolaterale del collo. I due muscoli formano un corpo carnoso fusiforme ben visibile sotto la cute.

## Origine, decorso ed inserzione
Lo sternocleidomastoideo potrebbe chiamarsi sterno-cleido-occipito-mastoideo avendo infatti quattro capi:
- il cleido-mastoideo, il capo profondo, teso dal terzo interno della clavicola all'apofisi mastoidea;

Tre capi superficiali che disegnano una N quando si separa, ma che in realtà sono uniti l'uno all'altro, salvo nella parte infero-interna vicino all'estremità interna della clavicola dove si forma la fossetta di Sédilot attraverso la quale si intravede il cleido-mastoideo. Questi tre capi sono:
- il cleido-occipitale che ricopre la maggior parte del cleido-mastoideo e la cui inserzione si spinge lontano posteriormente sulla linea curva dell'occipite;
- lo sterno-occipitale;
- lo sterno-mastoideo, questi ultimi due hanno inserzione per mezzo di un tendine comune sul bordo superiore del manubrio sternale. Lo sterno occipitale va a raggiungere le inserzioni del cleido-occipitale sulla linea curva superiore; quanto allo sterno-mastoideo, si fissa sul bordo superiore e quello anteriore dell'apofisi mastoidea.

Lungo il suo decorso il ventre del muscolo va a ricoprire il fascio vascolonervoso del collo, proteggendolo, e passa in uno sdoppiamento della lamina superficiale della fascia cervicale.

## Innervazione
L'innervazione motoria dello sternocleidomastoideo è assicurata dal nervo accessorio, mentre la componente sensitiva, compresa quella propriocettiva, è fornita dai rami anteriori del secondo e del terzo nervo cervicale.

## Azione
La contrazione unilaterale dello sternocleidomastoideo determina un triplice movimento, associando la rotazione della testa dalla parte opposta a quella della sua contrazione, l'inclinazione dal lato della sua contrazione e l'estensione.
Gli effetti della contrazione simultanea dei due muscoli dipendono dallo stato di contrazione degli altri muscoli del rachide cervicale:
- se il rachide cervicale non è fisso, questa contrazione bilaterale determina una iperlordosi del rachide cervicale con un'estensione del capo ed una flessione del rachide cervicale su quello dorsale.
- se, al contrario, il rachide cervicale è reso rigido e rettilineo dalla contrazione dei muscoli paravertebrali, la contrazione simultanea degli S.C.O.M. determina la flessione del rachide cervicale sul rachide dorsale ed una flessione della testa in avanti.

Lo sternocleidomastoideo può avere inoltre azione di muscolo inspiratorio prendendo punto fisso sull'osso temporale e sollevando quindi lo sterno e le clavicole.

## Patologie
Lo sternocleidomastoideo è implicato in una invalidante condizione malformativa congenita detta torcicollo congenito.